# Swetoslaw Atanassow
Swetoslaw Atanassow (bulgarisch Светослав Атанасов; * 4. August 1960 in Ichtiman) ist ein ehemaliger bulgarischer Skilangläufer.
Atanassow lief im Februar 1984 in Sarajevo bei den Olympischen Winterspielen auf den 51. Platz über 15 km, auf den 48. Rang über 30 km und zusammen mit Atanas Simittschiew, Milusch Iwantschew und Christo Barsanow auf den zehnten Rang in der Staffel und bei den Olympischen Winterspielen 1988 in Calgary auf den 49. Platz über 15 km klassisch, auf den 28. Rang über 30 km klassisch und zusammen mit Iwan Smilenow, Atanas Simittschiew und Todor Machow auf den 12. Platz in der Staffel.